# Michael Winslow
Michael Winslow (Spokane, 6 de septiembre de 1958) es un actor y cómico conocido como el "Hombre de los 10 000 efectos de sonido" por su capacidad para hacer efectos de sonido realistas utilizando únicamente su voz. Actualmente vive en Winter Garden, Florida, un suburbio de la periferia de Orlando.

## Vida y carrera
Michael Winslow nació en Spokane (Washington), el hijo de Robert Winslow. Asistió a la escuela de interpretación Lisa Maile School of Acting, Modeling, and Imaging. Su primera aparición en televisión fue en el programa "The Gong Show" en el que imitaba sonidos de Benji (el perro de película), Jimi Hendrix y la canción Immigrant Song de Led Zeppelin. Es conocido por su papel de sargento Larvell "Motor Mouth" Jones en la serie de películas y de televisión de Loca academia de policía. 
Winslow también es un conferencista motivacional.

## Filmografía
- Cheech & Chong's Next Movie (1980)
- Underground Aces (1981)
- Nice Dreams (1981)
- Space-Stars (1981) (voz)
- Loca academia de policía (1984)[3][4]
- Alphabet City (1984)
- Gremlins (1984) (voz)
- Grandview, U.S.A. (1984)
- Police Academy 2: Their First Assignment (1985)[5][6]
- Police Academy 3: Back in Training (1986)
- Zärtliche Chaoten (Alemania) (1987)
- Police Academy 4: Citizens on Patrol (1987)[7][8]
- Spaceballs: La loca historia de las galaxias (1987)
- Police Academy 5: Assignment Miami Beach (1988)
- Zärtliche Chaoten II (Alemania) (1988)
- Buy and Cell (1989)
- Police Academy 6: City Under Siege (1989)
- Far Out Man (1990)
- Police Academy 7: Mission to Moscow (1994)
- Police Academy: The Series TV Series (1997-1998)
- The Trumpet of the Swan (2001) (voz)
- The Biggest Fan (2002)
- RoboDoc (2008)
- Lavalantula (2015)